# Maude Apatow
Maude Apatow (/ˈæpətaʊ/) (Los Banos, Kalifornia, 1997. december 15. –) amerikai színésznő.
Judd Apatow filmrendező/producer és Leslie Mann színésznő idősebbik lányaként szülei vígjátékaiban kezdett színészkedni: Felkoppintva (2007), a Ki nevet a végén? (2009) és a 40 és annyi (2012). Ezt követően – immár szüleitől függetlenül – feltűnt az Other People (2016), a The House of Tomorrow (2017) és a Gyilkos nemzedék (2018) című filmekben.
2020-ban apja Staten Island királya című vígjáték-drámájában tűnt fel, valamint a szintén 2020-ban indult Eufória című HBO-drámasorozatban alakít főszerepeket.

## Filmográfia

### Film
| Év   | Magyar cím            | Eredeti cím                  | Szerep             | Rendező         | Magyar hang     |
| ---- | --------------------- | ---------------------------- | ------------------ | --------------- | --------------- |
| 2005 | 40 éves szűz          | The 40-Year-Old Virgin       | törölt jelenet     | Judd Apatow     |                 |
| 2007 | Felkoppintva          | Knocked Up                   | Sadie              | Judd Apatow     | Pekár Adrienn   |
| 2009 | Ki nevet a végén?     | Funny People                 | Mable              | Judd Apatow     | Kardos Lili     |
| 2012 | 40 és annyi           | This Is 40                   | Sadie              | Judd Apatow     | Berkes Boglárka |
| 2016 |                       | Other People                 | Alexandra Mulcahey | Chris Kelly     |                 |
| 2017 |                       | The House of Tomorrow        | Meredith Whitcomb  | Peter Livolsi   |                 |
| 2017 |                       | Don't Mind Alice (rövidfilm) |                    | Maude Apatow    |                 |
| 2017 | Olivia Rosenbloom     | Don't Mind Alice (rövidfilm) |                    |                 |                 |
| 2018 | Gyilkos nemzedék      | Assassination Nation         | Grace              | Sam Levinson    |                 |
| 2020 | Staten Island királya | King of Staten Island        | Claire Carlin      | Judd Apatow     | Schmidt Sára    |
| 2025 | Ez egy olyan nap      | One of Them Days             | Bethany            | Lawrence Lamont |                 |

### Televízió
| Év   | Magyar cím | Eredeti cím | Szerep      | Megjegyzések                                     |
| ---- | ---------- | ----------- | ----------- | ------------------------------------------------ |
| 2015 | Csajok     | Girls       | Cleo        | visszatérő szereplő (három epizód)               |
| 2019 | Eufória    | Euphoria    | Lexi Howard | - állandó szereplő - magyar hangja Pekár Adrienn |
| 2020 |            | Hollywood   | Henrietta   | minisorozat (egy epizód)                         |

## Fordítás
- Ez a szócikk részben vagy egészben  a   Maude Apatow című angol Wikipédia-szócikk fordításán alapul.  Az eredeti cikk szerkesztőit annak laptörténete sorolja fel. Ez a jelzés csupán a megfogalmazás eredetét és a szerzői jogokat jelzi, nem szolgál a cikkben szereplő információk forrásmegjelöléseként.